# Хорватско-османские войны
Хорватско-османские войны (тур. Osmanlı-Hırvatistan Savaşları, хорв. Hrvatsko-osmanski ratovi) — серия различных военных конфликтов между Королевством Хорватия (в унии с Венгрией и в составе Габсбургской монархии) и Османской империей.
Список войн:
- Крестовый поход на Варну (1443—1444)
- Хорватско-османская война (1493—1593)
- Тринадцатилетняя война в Венгрии
- Великая Турецкая война
- Австро-турецкая война (1716—1718)
- Турецко-венецианские войны

В течение этих войн Хорватия потеряла все свои территории, расположенные на побережье Адриатического моря.